# Индустријска зона Форначе (Бергамо)
Индустријска зона Форначе је насеље у Италији у округу Бергамо, региону Ломбардија.
Према процени из 2011. у насељу је живело 6 становника. Насеље се налази на надморској висини од 164 м.